# Abbaye de la Joie-lès-Nemours
Pour les articles homonymes, voir Notre-Dame-de-la-Joie.
L’abbaye de La Joie-lès-Nemours, dite préalablement abbaye Sainte-Marie-lès-Nemours, ou Notre-Dame de la Joie, ou Notre-Dame de la Saussaie, était une abbaye royale qui dépendait de l’ordre de Cîteaux, située au sud-ouest de Nemours sur la rive gauche du Loing, sur la commune de Saint-Pierre-lès-Nemours.

## Historique
Fondée en 1231 par le seigneur des lieux : Philippe II de Nemours, sous le vocable de Saint-Marie-lès-Nemours, cette communauté de moniales ne fut jamais très importante. Albert de Nemours en 1231 leur fait don de « 30 sols parisis à prendre au moulin sur la prévôté de façon à pouvoir acheter des souliers ».
La légende dit que le changement de nom vient du fait que la reine Blanche allant au-devant de saint Louis qui revenait d'une expédition  contre les Anglais l'embrassa tendrement toute à la joie de le retrouver, ceci se déroulant aux abords du couvent qui en cette occasion reçut le nom de « Gaudium » (« Joye ») qu'il garda. En 1236, saint Thibault de Marly est chargé de l'inspection de ce monastère, avant de prendre l'année suivante la direction de Notre-Dame du Trésor dans le Vexin.
Philippe le Bel octroya à l'abbaye en 1309 le droit de  minage des grains vendus à Nemours, ce qui sera la cause de procès avec la ville tout au long de l'existence de l'abbaye, celle-ci voulant taxer les grains vendus par les habitants. Le 10 août 1431, le bailli de Melun rendit une sentence en faveur des religieuses. Le parlement de Paris, dans un arrêt du 6 juin 1722, donne à nouveau raison aux religieuses contre les sieurs Bourry et Augis, mais, en 1725, un arrêt dit que cette taxe ne sera perçue que sur les grains vendus par les étrangers.
Dans les années 1330, le roi Philippe VI de France, qui avait donné la seigneurie et le château de Mez-le-Maréchal à son épouse Jeanne de Bourgogne, offrait à l'abbaye la dîme du pain et du vin lors de leur séjour au château. Cela se reproduisit plusieurs fois et fut confirmé par lettres de ce roi et ses successeurs. 
En 1751, Jean-Joseph Languet de Gergy, archevêque de Sens (1730-1753) unit l'abbaye du Mont Notre-Dame lès Provins à la Joye-Notre-Dame, et le 9 février 1765, son successeur, le cardinal archevêque de Sens, Paul d'Albert de Luynes (1753-1788), rendit par un décret la fusion de l'abbaye de La Joie, de Notre-Dame de Provins et de l'abbaye de Villiers-aux-Nonnains sous le vocable de Villiers-La-Joye. Les religieuses furent remplacés par des ermites de la forêt de Sénart qui firent l'acquisition des bâtiments en avril 1766, et restèrent en place jusqu'en 1772. Le duc de Nemours, duc d'Orléans, racheta les bâtiments avec l'église et son mobilier pour 20 000 livres. Ceux-ci furent revendus, le cloître démoli, ainsi qu'une partie de la chapelle et le cimetière. Quelques bâtiments subsistent. Le jardin est inscrit à l'inventaire du patrimoine culturel.

## Architecture
L'abbaye était composée de grands bâtiments, avec une église haute en forme de croix dont la branche gauche comprenait la chapelle. L'église était reliée au dortoir des religieuses. Les bâtiments furent en partie détruits par un violent incendie en 1747.
Il ne reste aujourd'hui d'époque que le porche de l'abbaye. Les jardins de l'abbaye abritent aujourd'hui une maison de retraite.

## Abbesses
- Jeanne La Cornue 1235 ;
- Isabelle 1444 ;
- Anne de Beauvilliers (1652-1734), abbesse en 1671[7] ;
- la dernière abbesse est Madame Rose de La Tour du Pin, nommée à Villiers en 1732.

## Religieuses
- Marie d'Espinay, religieuse le 25 mai 1699, morte à l'abbaye le 21 février 1748[8].

## Personnalités inhumées à l'abbaye
Les tombeaux situés dans le chœur de l'église furent déplacés en 1777 pour être transportés dans l'église Saint-Jean de Nemours qui prendra le nom de chapelle aux Ducs.
- Philippe de Nemours, chambellan de France, sa tombe ne portait pas de date mais la mention : « Cy gît Messire Philippe de Nemours, Chambellan de France. Priez pour lui. Que Dieu bon merci lui fasse » ;
- sur une autre : « Ci gît monseigneur Gauthier, Sgr de Nemos, chevalier, sire d'Acher, qui trépassa MCCLXXXVIII, Priez pour lui. »[9] ;
- Guillaume de Nemours ;
- Aveline, femme de Gui III d'Amponville.